# Declarația de la Balamand
Declarația de la Balamand este un document adoptat de Comisia Mixtă de Dialog Teologic Catolic-Ortodox pe data de 23 iunie 1993 în Mănăstirea Balamand din Liban. Titlul complet al documentului este "Uniatismul, metodă de unificare ce aparține trecutului, și căutarea deplinei comuniuni în prezent" (orig. fr. L’Uniatisme, méthode d’Union du passé, et la recherche actuelle de la pleine communion). Părțile au căzut pe de o parte de acord că uniația este o metodă revolută pentru realizarea unității Bisericii, iar pe de altă parte au stabilit că bisericile unite cu Roma au dreptul la existență. Prin Declarația de la Balamand bisericile ortodoxe au recunoscut astfel existența bisericilor catolice orientale.